# Vladimír Ženiš
Vladimír Ženiš (* 8. září 1968) je bývalý slovenský fotbalista, brankář. Po skončení aktivní kariéry je podnikatelem a působí jako trenér v nižších soutěžích.

## Fotbalová kariéra
Hrál za Slovan Bratislava. Mistr Československa 1992. V československé lize nastoupil v 1 utkání.